# Аллоды: Печать тайны
«Аллоды: Печать тайны» (англ. Rage of Mages) — ролевая компьютерная игра с элементами стратегии, первая игра серии Аллодов. Одна из первых российских игр, завоевавших популярность в мире.

## Сюжет
Аллод Умойр не принадлежит ни одной Империи, но покрыт завесой Великой Тайны — никто не возвращается оттуда. Власти могущественной империи Кании засылают на Умойр четырёх агентов: мужчину-воина (Данас), мужчину-мага (Фергард), женщину-воина (Найра), женщину-мага (Рениеста). Они должны разобраться, что происходит на таинственном Умойре. При телепортации они оказываются разбросаны по всему аллоду, и одна из их задач — вновь объединиться в одну команду.

## Геймплей
Игра начинается с выбора одного из персонажей (имя можно задать любое, указанные выше варианты — предлагаемые по умолчанию; в диалогах игры имя главного героя нигде не упоминается). В зависимости от выбора немного меняется и линия прохождения игры. По мере прохождения миссий герои воссоединяются, к тому же к ним присоединяется ещё несколько персонажей, а в самом конце игры — даже сам Великий Маг Умойра Скракан.
После каждой миссии команда возвращается обратно в город — столицу Умойра Плагат. Там можно продать трофейное снаряжение и купить новое в торговой лавке, получить новые задания или завербовать наёмников в трактире, а также повысить свои навыки в Школе боевых искусств и магии.

## Герои
- Данас, Фергард, Найра, Рениеста. Главные герои, они посланы на аллод, после они должны найти друг друга. При попытке достать свиток Тенсеса они познают предательство мага.
- Бриан. Благородный странствующий рыцарь.
- Руд Глаэн. Спасённый эльф. Обещает служить до конца жизни.
- Скракан. Великий маг аллода. Главный герой, но присоединяется лишь в конце.

## Характеристики
- 4 главных персонажа на выбор, которые поделены на 2 группы: по классу и по половому признаку (например воин-мужчина, или женщина-маг)
- Управление, вместе с главными персонажами, и наёмниками, в общей сложности, группой до 26 персонажей включительно.
- Большое число различных типов оружия и брони; возможность перевооружения героев во время битвы
- Доступно пять школ магии: Огонь, Вода, Земля, Воздух, а также стихия Астрала; итого доступно 24 вида разнообразных вида заклинаний
- В городе между заданиями герои могут посещать различные заведения: таверну — для получения новых заданий, и вербовки различных наёмников на сопровождение лишь в одной, следующей миссии: от одного мага до группы из 4 арбалетчиков или катапульты; лавку — для продажи трофея и купли необходимых припасов перед следующим заданием; а также Школу боевых искусств и магии, где герои могут преждевременно, за определенную плату, развить любой навык. Зачастую это отрицательно сказывается на балансе в игре.
- Более 50 типов различных монстров
- Время суток и тени меняются в реальном времени
- Трёхмерный ландшафт: скорость движения персонажей зависит от особенностей местности
- 15 анимационных роликов (по мотивам игры как бонус)
- 3 уровня сложности
- Сетевая игра до 16 человек

## Оценки
| Сводный рейтинг       | Сводный рейтинг |
| Агрегатор             | Оценка          |
| --------------------- | --------------- |
| GameRankings          | 64,85 %         |
| Русскоязычные издания |                 |
| Издание               | Оценка          |
| «Игромания»           | [ 2 ]           |